# Max Sabbatani
Max Sabbatani (Forlì, 4 de abril de 1975) es un expiloto de motociclismo Italiano, que participó en el Campeonato Mundial de Motociclismo desde 1998 hasta 2004.

## Biografía
Hizo su debut en minimoto, luego se trasladó a scooter, ganando el campeonato italiano. En 1997 y 1998 participó en el Campeonato Europeo de velocidad en 125cc conduciendo una Honda y ganó el título en su segunda intentona. También hizo su debut en 1998, aún con la misma moto como piloto invitado  participando en el Gran Premio de Ciudad de Imola donde cruza la línea de meta en 17.ª posición.
En los siguientes dos años, permaneciendo fiel a la misma casa, concluye las temporadas en el 19 y 22 posición respectivamente. En 2001 pasa a Aprilia, finalizando 13.º y sigue en esta casa durante los próximos dos años, concluyendo 25 y 30. En el GP de Italia de 2001 dufrió un grave accidente durante los entrenamientos donde estuvo a punto de perder una pierna. En 2004 pasa a 250cc, a bordo de Yamaha. En las últimas carreras de la temporada, regresa a la 125, compitiendo con un equipo Honda RS 125 R Ajo Motorsport. No consigue puntos esta temporada.

## Resultados en el Campeonato del Mundo
Sistema de puntuación de 1993 hasta 2022:
| Posición | 1.º | 2.º | 3.º | 4.º | 5.º | 6.º | 7.º | 8.º | 9.º | 10.º | 11.º | 12.º | 13.º | 14.º | 15.º |
| Puntos   | 25  | 20  | 16  | 13  | 11  | 10  | 9   | 8   | 7   | 6    | 5    | 4    | 3    | 2    | 1    |

### Carreras por año
(Carreras en negrita indica pole position, carreras en cursiva indica vuelta rápida)
| Año  | Clase | Moto    | 1       | 2       | 3       | 4       | 5       | 6       | 7       | 8       | 9       | 10      | 11      | 12      | 13      | 14      | 15      | 16      | Pts. | Pos. |
| ---- | ----- | ------- | ------- | ------- | ------- | ------- | ------- | ------- | ------- | ------- | ------- | ------- | ------- | ------- | ------- | ------- | ------- | ------- | ---- | ---- |
| 1998 | 125cc | Honda   | JPN -   | MAL -   | SPA -   | ITA -   | FRA -   | MAD -   | NED -   | GBR -   | GER -   | CZE -   | IMO 17  | CAT -   | AUS -   | ARG -   |         |         | NC   | 0    |
| 1999 | 125cc | Honda   | MAL 11  | JPN 7   | SPA Ret | FRA Ret | ITA 16  | CAT Ret | NED -   | GBR 18  | GER Ret | CZE 20  | IMO 21  | VAL Ret | AUS Ret | RSA 16  | RIO 14  | ARG 11  | 19th | 21   |
| 2000 | 125cc | Honda   | RSA 20  | MAL 13  | JPN 19  | SPA Ret | FRA Ret | ITA 20  | CAT 7   | NED 15  | GBR 16  | GER Ret | CZE Ret | POR 13  | VAL 26  | BRA 17  | PAC 18  | AUS Ret | 22nd | 16   |
| 2001 | 125cc | Aprilia | JPN 12  | RSA 7   | SPA 8   | FRA 15  | ITA Ret | CAT 21  | NED 15  | GBR 15  | GER 7   | CZE 5   | POR 9   | VAL 9   | PAC Ret | AUS 8   | MAL 10  | BRA Ret | 13th | 72   |
| 2002 | 125cc | Aprilia | JPN Ret | RSA 7   | SPA 8   | FRA 15  | ITA DNS | CAT -   | NED -   | GBR Ret | GER 22  | CZE 15  | POR Ret | BRA -   | PAC 19  | MAL Ret | AUS 17  | VAL 11  | 25th | 17   |
| 2003 | 125cc | Aprilia | JPN 13  | RSA Ret | SPA 24  | FRA 18  | ITA 23  | CAT 21  | NED 22  | GBR Ret | GER DNS | CZE Ret | POR 21  | BRA Ret | PAC Ret | MAL Ret | AUS Ret | VAL 16  | 30th | 3    |
| 2004 | 250cc | Yamaha  | RSA 24  | SPA Ret | FRA DNQ | ITA Ret | CAT DNS | NED DNQ | BRA Ret | GER Ret | GBR DNS | CZE -   | POR -   | JPN -   |         |         |         |         | NC   | 0    |
| 2004 | 125cc | Honda   |         |         |         |         |         |         |         |         |         |         |         |         | QAT Ret | MAL Ret | AUS 25  | VAL Ret | NC   | 0    |